# Melincué
Melincué es una localidad del sur de la provincia de Santa Fe, República Argentina, de poco más de 2200 habitantes. Es la cabecera del departamento General López. Dista 120 km de Rosario y 290 km de la ciudad capital provincial de Santa Fe. Se encuentra a la vera de la RP 90, y próxima a su cruce con la Ruta Provincial 93. También es el nombre de la laguna cercana, la cual ocupa actualmente un área deprimida de la región pampeana de unos 95 km² ( 9.500 ha) .
La Comuna fue creada el 3 de septiembre de 1886 (138 años). Cuenta con un Hotel Casino & Resort.

## Santa Patrona
- “Ntra. Sra. del Carmen”, festividad: 16 de julio. A ella está consagra la iglesia Nuestra Señora del Carmen, en la ciudad.[2]

## Toponimia
Hay varias versiones:
- En 1681, cuando se le concede a Gerónimo Luis de Cabrera (bisnieto del fundador de Córdoba) la "Merced de Cabrera", se menciona como límite oriental de dicha merced a Melincué, al que menciona como "Milincué". Más adelante, en 1757 cuando el capitán general de la Provincia del Tucumán, Don Joaquín Espinosa Guerrero cede a Miguel Arrascaeta la llamada "Merced de Arrascaeta", también menciona como límite oriental de la misma a Melincué, con la denominación de "Paraje de Melingüe". Antes de la creación del Virreinato del Río de la Plata Melincué es mencionada como límite entre la Provincia del Tucumán y la de Buenos Aires, con la denominación de "Melinque". Hay muchos testimonios en documentos públicos y cartografía de la época colonial, que avalan esta versión.[3]

- En 1796 el Virrey Melo comisionó a los Geógrafos Félix de Azara, Cerviño e Insiarte para relevar las guardias y fortines de la línea de frontera entre Buenos Aires y Melincué. Al regreso, Azara presentó un informe, en forma de diario, en el que menciona, en la fecha 27 de marzo de 1796, que “El fortín de Melincué se llama así porque vivía en este lugar un cacique pampa llamado Melincué.”.[4]

- A mediados del siglo XIX, una excursión de los indios ranqueles, liderada por el cacique Melín, fue emboscada por una columna del ejército a orilla de una laguna y aniquilada. Sobrevivió su esposa, quien malherida huyó en su caballo hasta una de las islas de la laguna. Allí, la mujer, dolorida y furiosa por la muerte de su hombre "Melín" y de su hijo "Cue", maldijo a los hombres del ejército antes de morir. De allí el nombre de la laguna "Melincué". Ésta interpretación en forma de leyenda, omite el hecho que el nombre Melincué existía oficialmente desde antes de la creación del ejército.

- Según otros autores, la historia del topónimo es otra... la laguna se conocía como Melincué, desde la invasión mapuche de las pampas hacia mediados del siglo XVIII ...tal cual figura en cartografía del Virreinato...ya que había un fortín para resguardo del Camino Real. Pero la creación de este fortín data de 1777, por orden del Virrey Pedro de Cevallos, con lo cual se ratificaba la toponimia ya existente. No obstante, queda por explicar el significado original del nombre, el cual fue aceptado y conservado por el colonizador en los documentos oficiales.

- Se ha interpretado también, que el vocablo, que fue anotado y conservado por los colonizadores españoles en el siglo XVII, podría ser de origen mapuche.En tal caso el nombre "Melincué", derivaría de los vocablos "melin", que significa "cuatro", y "cuel", que significa "loma" o "cerro pequeño". El topónimo significaría "Cuatro Lomas", según las referencias consultadas.[5][6] De aceptarse ésta posibilidad, podría inferirse en cambio, que la presencia de etnias mapuches en la región, pudo haber sido contemporánea o incluso anterior a la llegada de los españoles en el siglo XVII. Según algunas ponencias, los aborígenes mapuches arribaron en el siglo XVII, cosquistando a las comunidades pampas antecesoras, con las que se mestizaron.[7]

- En Paraguay, en el Idioma guaraní, cué significa "Lugar que perteneció a alguien", como Zeballos Cué y Antebicué, que pertenecían a Zeballos y a Antebi, por lo tanto se cree que Melincué significa "El lugar que perteneció a Melín". El idioma de los indios guaraníes era muy utilizado en el Virreinato del Plata, y en ese entonces era hablado tanto en Asunción como en el puerto de Buenos Aires, lugares en donde la cultura guaraní dejó un gran legado con la introducción de la yerba mate, la bebida guaraní por excelencia.

## Historia

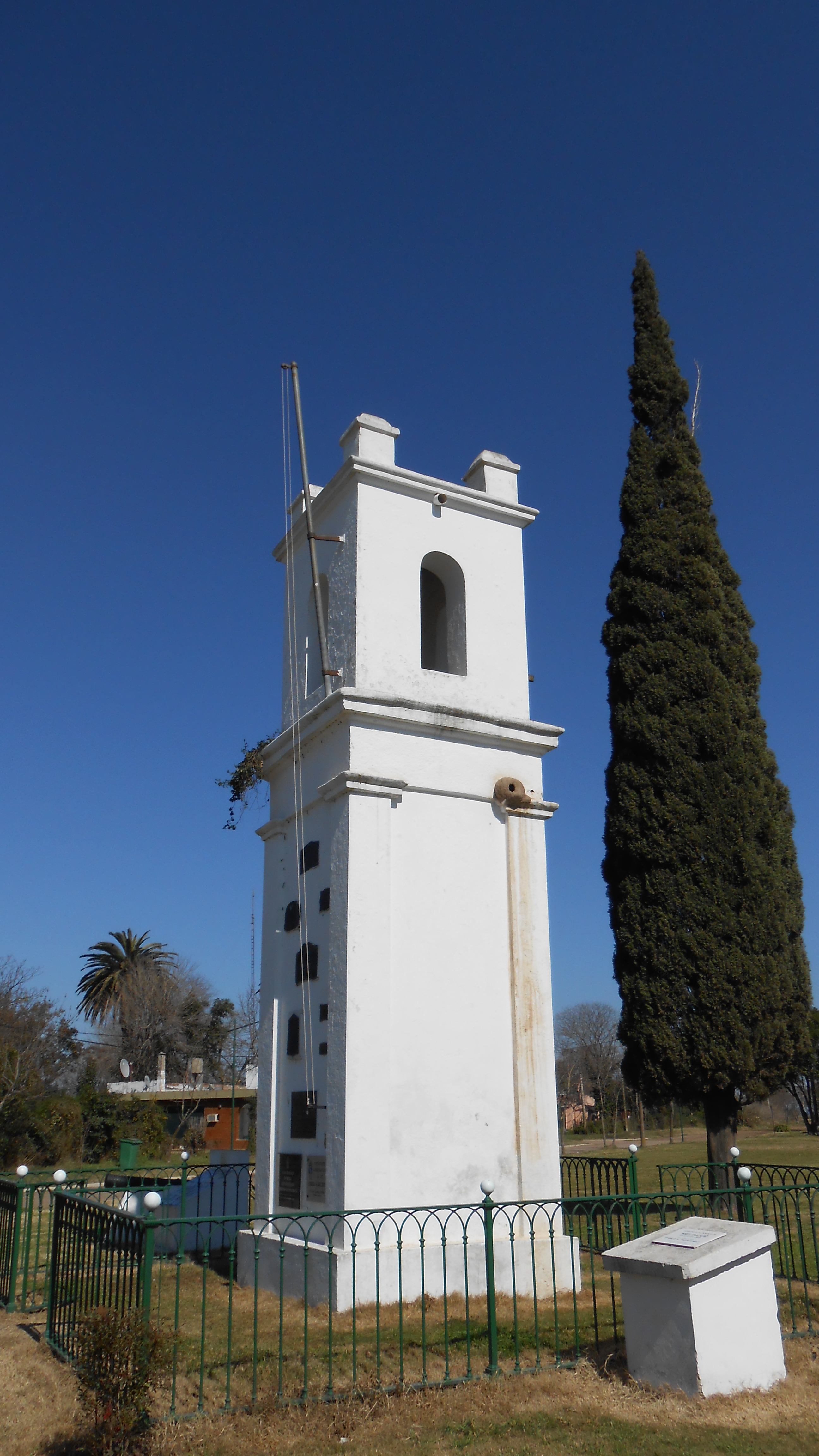
Mirador de Melincué

Las más antiguas referencias ciertas de ocupación del lugar, datan de los documentos oficiales de la época de colonización española, hacia 1633. Los mismos documentos que otorgan concesiones a los nuevos ocupantes españoles, hacen referencia a la existencia de población aborigen previamente conquistada y sometida, en lo que los funcionarios denominan una «guerra contra los indios bárbaros».
Luego, en la época del Virreinato, el lugar era un punto estratégico en el paso de los caminos reales que vinculaban Buenos Aires con el Litoral, Córdoba, Tucumán, Alto Perú, Cuyo y Chile. La presencia de aborígenes hostiles, motivó a las autoridades virreinales a proteger dichos caminos con guarniciones armadas. Fue así que el Virrey Pedro de Cevallos decide la instalación de varias guarniciones militares, fundando un fuerte en el paraje Melincué, comisionando a tal fin al Comandante Juan González, entre octubre y noviembre de 1777.
En 1779, el Virrey Juan José de Vértiz reforzó el cordón de fortificaciones entre el fuerte de Chascomús y el fortín Melincué. Los fuertes fueron ocupados por los cuerpos denominados "Blandengues", y los fortines por las milicias. A finales de siglo, según los censos ordenados por Vértiz, Melincué contaba con 400 habitantes.
En 1796, el Virrey Melo ordenó un relevamiento geográfico de la frontera entre Buenos Aires y Melincué. Félix de Azara, responsable de la comisión, dejó asentado que este paraje pertenecía a la jurisdicción de Santa Fe, y menciona el origen del nombre, como recordatorio de un cacique de la comunidad pampa.
En 1872, la zona era objeto de colonización, y se procuraba la instalación de una línea ferroviaria. Con ese objeto, la Compañía de Tierras del Gran Sud de Santa Fe y Córdoba fundó el pueblo y estación de San Urbano, nombre que perduró para la estación. La Comuna fue creada el 3 de septiembre de 1886, y el trazado del pueblo fue aprobado en 1889, rebautizado Melincué.
La colonización y el desarrollo de los ferrocarriles, fueron contemporáneos de una gran inmigración de colonos agricultores europeos. Melincué conservó una situación de cruce de las rutas de comunicación, por entonces ferroviarias, vinculándose, por varios ramales, con Villa Constitución, Río Cuarto, Pergamino y Rosario, entre otras localidades.

## Población y equipamiento urbano
Los últimos censos de población desde 1991, indican un lento crecimiento: 2.101 habitantes en 1991; 2.118 en 2001;; y 2.237 en 2010. Resulta un crecimiento total de 119 habitantes, es decir menos de 6% en 20 años.
La ciudad cuenta con:
- Tribunales ^Provinciales. Ministerio Público de la Acusación.
- Delegación de API.
- Banco Nación y Nuevo Banco Provincial de Santa Fe.
- Iglesia Nuestra Señora del Carmen.
- Dos escuelas primarias y una de nivel medio.
- Museo histórico Regional y Cultural.
- Biblioteca popular “Bernardino Rivadavia”.
- Unidad regional de policía. Unidad Regional VIII
- Un Centro Asitencial, SAMC0 Melincue.
- Dos Club, Club náutico Melincue.
- Bomberos Voluntarios

## Leyenda folclórica sobre el origen de la ciudad
Cuenta la leyenda que sobre la laguna vivían, en la Toldería Mayor, el Gran Cacique Melín, junto con su mujer Nube Azul y su hijo Cué; que los tres se amaban por sobre todas las cosas, y que ella defendía y cuidaba a su hombre del cual estaba perdidamente enamorada. Tanto lo amaba Nube Azul, que cuando él salía de excursiones, ella no hablaba con nadie hasta que regresara, y que durante todo ese tiempo, sus ojos derramaban lágrimas que, ella decía, sólo eran de dolor y de amor. En una de las excursiones realizadas por el ejército, un grupo de indios Ranqueles, liderados por el cacique Melín, fue emboscado a la orilla de la gran laguna y aniquilado.
A la matanza sólo sobrevivió su esposa, quien huyó en su caballo, un tordillo brioso e inteligente que la llevó malherida hasta una de las islas de la laguna. Ahí la mujer, aterida de dolor y furiosa por la muerte de su hombre y de Cué, el hijo de ambos, maldijo a los blancos antes de morir. En su agonía, y llamando al lugar Melincué, por su hombre y su hijo, le deseó al pueblo que las aguas de la laguna crecieran y, que de a poco, fueran tapando con sus olas todo el lugar. Y el agua creció, creció tanto que anegó campos y llegó al pueblo y se apoderó de él durante varios años, haciendo que sus moradores vivieran en un continuo estado de alerta.
El ejido quedó bajo las aguas, y miles de hectáreas quedaron estériles, pues la altura de la laguna, ya transformada en lago, las fue anegando pausada pero efectivamente. Los moradores más antiguos aseguran que, en noches de lluvia, el espíritu de la india sopla y sopla para que el agua llegue al pueblo. Y dicen también que hasta que no haya un acto de desagravio por tamaña matanza, su espíritu lleno de furia, dolor y amor por su familia y su pueblo seguirá rondando, y los males no cesarán de llegar sobre la población y el espejo de agua[cita requerida].

## Geografía
La laguna Melincué está alojada en una pequeña zona de depresión tectónica, ocupando la parte más profunda de un bloque hundido de forma aproximadamente rectangular de unos 30 km por 15 km. Como el fondo de la laguna está por debajo del nivel freático, recibe aguas subterráneas, además de los derrames pluviales superficiales de su cuenca. Ésta circunstancia provoca el colmatamiento progresivo del fondo con los sedimentos de arrastre, y el incremento de la superficie lacunar. 
La cota media de la ciudad es de 87 m s. n. m., siendo inferior a las cotas de todas las localidades que la circundan, como Firmat (103 m), Hughes (95 m), Wheelwright (92 m), Elortondo (103 m), Carreras (95 m), Labordeboy (103 m), Santa Emilia (105 m )etc.
Esta situación topográfica también dificulta la posibilidad de escurrimiento de las aguas excedentes, y ha sido causa de importantes situaciones de anegamientos, especialmente a partir de 1932, que afectaron a la ciudad y el entorno.

### Laguna Melincué

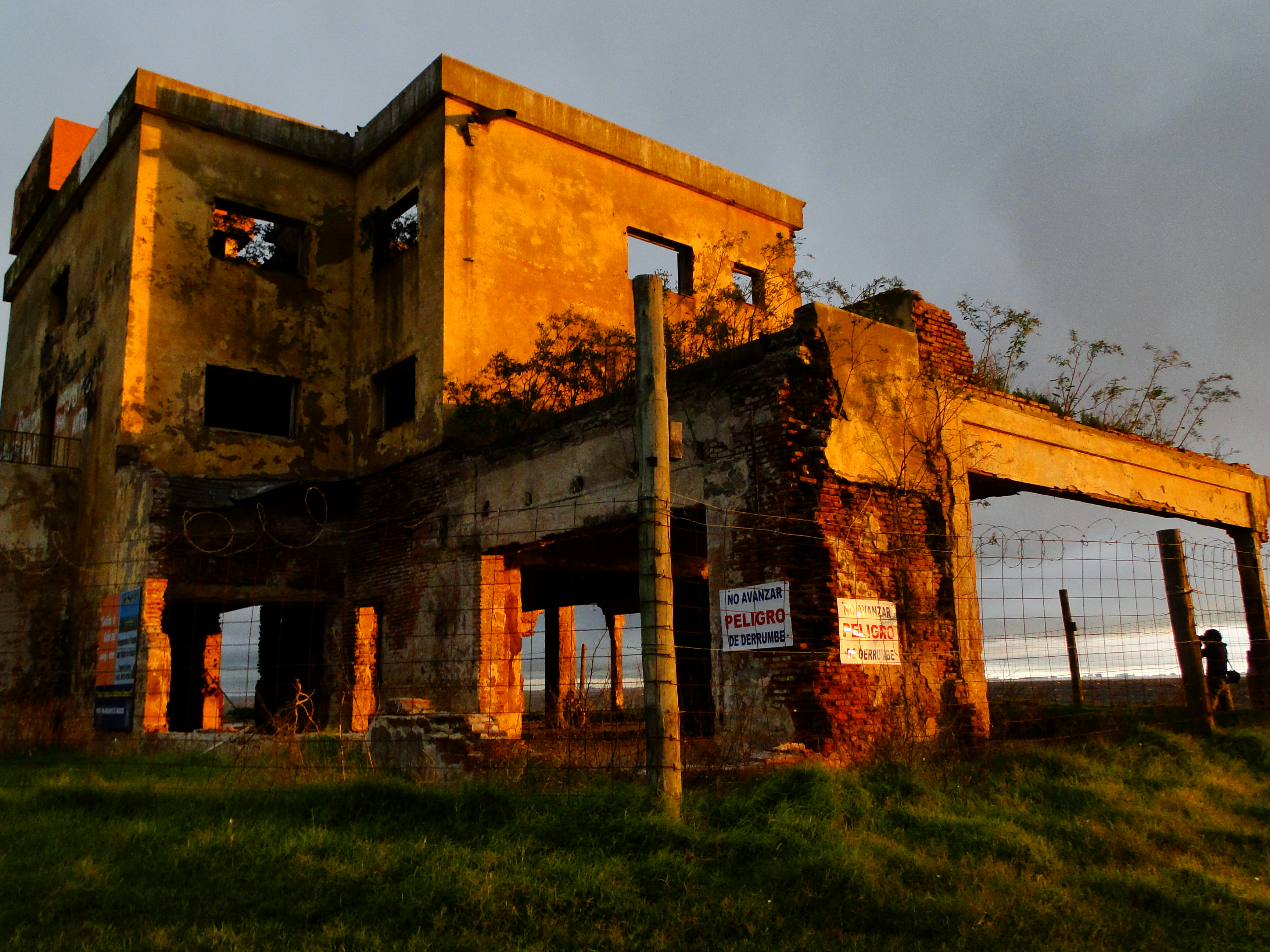
Antiguo Hotel de Melincué.

Laguna Melincué fue hasta el corrimiento histórico cíclico, desde los años 1970 de las isohietas, la vedette turística indiscutible de la región. Situado a orillas de la laguna homónima, el poblado creció dinámico y pujante al compás de los miles de personas que llegaban para combatir en sus aguas saladas los embates del verano pampeano. 
A principio de los años 1930, con la máxima bajante cíclica, una compañía construyó un majestuoso hotel sobre una de las seis islas naturales de la laguna (cubiertas desde 1980 por 2 m de agua) y lo comunicó con la costa mediante un espigón. La obra era la más importante dentro de una serie de construcciones que conformaban el balneario, único complejo turístico de la zona. Rápidamente la fama de Melincué y su laguna crecieron; eran años de bonanza y prosperidad, en los que llegaban turistas de todo el país. Fue, coincidentemente, en 1933 –año de inauguración del lujoso hotel– cuando la laguna dio su primer aviso. El aumento ese año del régimen pluvial provocó el desborde, y el agua ingresó al pueblo.
Tras la señal de El Niño, el Hemiciclo Seco (1920-1970) volvió a provocar el descenso del nivel de las aguas. A nadie de los gobiernos nacional y provincial de aquellos años le interesó tal fenómeno, pese a los antecedentes del Ciclo Húmedo (1870 - 1920), momento en que Florentino Ameghino había advertido la necesidad de establecer un extenso sistema de prevención y regulación (incluyendo el almacenamiento) del recurso hídrico. Pero Ameghino fue desoído, y mucho menos atendidos aún fueron los milenarios registros (mantenidos por tradición oral) de los pueblos originarios, sobre las alternancias hemicíclicas inundación/sequía. Nadie supuso en aquel momento que con el correr de los años, las sucesivas crecidas de la laguna acabarían con el idilio de los veraneantes y Melincué. A inicios de los 1950 se decretó la creación de un Parque nacional que abarcaba al área de Melincué (aún relativamente poco modificada antrópicamente), pero en 1955 se derogó absolutamente el proyecto de crear tal Parque nacional.
En los años 1970 comenzó el lento ascenso, la laguna gana con cada "año húmedo" tierras cultivables, el hotel queda inutilizado y pasa a ser un símbolo del desastre. Los esfuerzos para evitar que la laguna se extienda como un monstruo son en vano. La gente de la región, la misma que se había jactado de contar con tal maravilla, comienza entonces a tejer un sinnúmero de misterios. “La laguna crece porque es un ojo de mar”, afirman algunos. Otros que la razón de tan “caprichoso” comportamiento responde al curso subterráneo del río Quinto y del río Salado (Buenos Aires), que la alimentan. Inclusive hay quienes apoyando la oreja sobre el suelo, oyen el murmullo de la corriente. 

## Estación de bombeo
Si la cuenca de la laguna, 150.000 ha, recibiera una lluvia importante antes de cerrar el cordón de protección, Melincué se inundaría. Y para 2020 quedaría completamente anegada la población. Cabe recordar que entre 1899 a 1901 (tres años; anterior ciclo Húmedo) llovieron más de 4.000 mm. Debe reacondicionarse y poner operable el viejo «Canal San Urbano», ensanchar el puente carretero y el puente del ferrocarril sobre la Ruta Provincial 93.
El sistema de bombeo garantiza el nivel de agua en la cota 82,50 m. Con dos desagües de aducción y estaciones de bombeo, el agua sortea los 8 metros de desnivel y descarga en el canal San Urbano. Actualmente, la 2.ª planta de bombeo ha sido concluida. El proyecto de suministro de energía eléctrica está terminado, y con la nivelación, el agua quedaría a 1 metro por debajo del hotel, recuperando la isla y 13.000 hectáreas privadas.

## Presidentes Comunales
- 1909- Manuel Garayar
- 1910- Carlos Fischer
- 1911- lo reemplaza Armando Gonzàlez
- 1912- Félix Roca / Pedro Zavaleta se reemplazan Mutuamente hasta 1923
- 1923- Asume Alfredo Muñoz
- 1925- A. Fischer - reemplazado por Alfredo Muñoz
- 1932- Asume Gustavo Fischer
- 1934- Liberato Rébora
- 1935- Consolato Conte
- 1940- Lázaro Peralta
- 1946- Luis Schiavón
- 1956- Arturo Gandolla / Fernando Newton / Luis Acosta
- 1964- Daniel Sevilla / Aldo Tacconi
- 1965- Rafael Rosatto
- 1967- Luis Siburu
- 1971- Atilio Román
- 1973- Ángel Meregoni
- 1977- Avelino Cardona
- 1981- Hugo Salvador
- 1983- Jorge Raposo
- 1991- Osmar Otegui
- 2001- Jorge Raposo
- 2003- Oscar Pernigotti
- 2011- Gabriel Rébora
- 2017- Andrés Sacchetto
- 2019- Silvio Garbolino
- 2024- Yamila Gallisso

## Melincué Casino & Resort
El 28 de septiembre de 2007, queda oficialmente inaugurado el primer casino legalmente habilitado en la historia de la provincia de Santa Fe. El emprendimiento es copropiedad de la empresa argentina Boldt y la compañía catalana Inverama.

## Parroquias de la Iglesia católica en Melincué
| Diócesis  | Venado Tuerto             |
| --------- | ------------------------- |
| Parroquia | Nuestra Señora del Carmen |